# Yeşilyurt, Boyabat
Yeşilyurt là một xã thuộc huyện Boyabat, tỉnh Sinop, Thổ Nhĩ Kỳ. Dân số thời điểm năm 2011 là 1.54 người.